# World Flying Disc Federation
La World Flying Disc Federation (WFDF) è la federazione sportiva internazionale che governa le discipline del frisbee.

## Confederazioni affiliate
Alla WFDF sono associate quattro confederazioni continentali e 113 federazioni nazionali. Alle confederazioni continentali spetta la supervisione delle discipline del Flying Disc (frisbee).
- All African Flying Disc Federation (AAFDF)
- Asia and Oceania FLying Disc Federation (AOFDF)
- European Flying Disc Federation(EFDF)
- Pan American Flying Disc Federation (PAFDF)

## Discipline
- Frisbee freestyle
- Ultimate frisbee
- Beach ultimate
- Disc golf
- Guts
- Overall
- Discathon
- Double Disc Court

## Organizzazioni a cui appartiene
- SportAccord (GAISF)
- International World Games Association (IWGA)